# Una relación perversa
Abus de faiblesse, conocida como Una relación perversa, es una película franco-alemana-belga escrita y dirigida por Catherine Breillat estrenada en 2013. Estuvo protagonizada por Isabelle Huppert.  La película tuvo su estreno mundial el 6 de septiembre de 2013 en el Festival Internacional de Cine de Toronto.

## Sinopsis
Un estafador carismático se acerca a Maud, una famosa directora, después de que ella tiene un infarto cerebral. Él la hace sentir viva nuevamente y ella le permite pedir prestadas enormes sumas de dinero.

## Reparto
- Isabelle Huppert como Maud Schoenberg
- Kool Shen como Vilko Piran
- Laurence Ursino como Andy
- Christophe Sermet como Ezzé
- Ronald Leclercq como Gino
- Fred Lebelge como el presentador de TV
- Tristan Schotte como Antoine
- Daphné Baiwir como Hortense
- Dimitri Tomsej como Louis
- Nicolas Steil como el padre de Louis
- Jean-François Lepetit como Jean-Paul

## Recepción
El sitio web de agregación de reseñas Rotten Tomatoes informó una calificación de aprobación del 85%, según 34 reseñas, con una puntuación promedio de 6.7/10. El consenso de los críticos del sitio dice: «La trama demuestra que la verdad puede ser más extraña que la ficción, y proporciona agua para estudios de personajes convincentes».
En Metacritic, que asigna una calificación normalizada de 100 a las reseñas de los principales críticos, la película recibió una puntuación promedio de 77, basada en 16 reseñas, lo que indica "críticas generalmente favorables».